# Круглянський район
Круглянський район — адміністративна одиниця Білорусі, Могильовська область. 